# 1136
1136 (MCXXXVI) fue un año bisiesto comenzado en miércoles del calendario juliano.

## Acontecimientos
- Robert de Craon es elegido Maestre de la Orden del Temple.
- El reconstruido Puente de Londres fue destruido esta vez por el fuego

## Nacimientos
- 29 de junio - Petronila de Aragón
- Amalarico I, rey de Jerusalén
- Inés de Courtenay, madre del rey Balduino IV de Jerusalén y de la reina Sibila de Jerusalén.

## Fallecimientos
- Hugo de Payens, primer Maestre de la Orden del Temple.